# СМС Бабенберг
СМС Бабенберг (SMS Babenburg) био је аустроугарски бојни брод класе Хабзбург класификован као преддреднот. Брод је поринут 1902. године у Трсту.
У Првом светском рату коришћен је само у нападима на Анкону.
Након рата предан је Уједињеном Краљевству, те је изрезан у Италији 1921. године.